# Takanori Gomi
Takanori Gomi (五味隆典 = Takanori Gomi) (Kanagawa, 22 de setembro de 1978), é um lutador japonês de artes marciais mistas, atualmente ele compete no Peso Leve do Ultimate Fighting Championship. Ele ficou famoso na promoção japonesa Pride Fighting Championships. Gomi foi o primeiro e único Campeão Peso Leve do Pride na história. Ele se tornou o Vencedor do Grand Prix Peso Leve do Pride de 2005 no Pride Shockwave 2005, ganhando então todos os títulos do Leves do Pride Fighting Championships. Gomi também manteve no recorde de vinte e cinco vitórias seguidas no Shooto, onde ele foi o Campeão Peso Leve do Shooto, também foi quatro vezes Campeão do All Japan Combat Wrestling.
Apelidado de The Fireball Kid, Gomi manteve o recorde de dez vitórias, permanecendo de 2004 até 2006 no Pride Fighting Championships (a mais longa da história da organização). Gomi derrotou Tatsuya Kawajiri (votado Lutador do Ano do Pride FC), Luiz Azeredo, e Hayato Sakurai no caminho para se tornar o Vencedor do Torneio de Leves do Pride de 2005, depois ele ganhou o Cinturão Peso Leve do Pride. No Pride Bushido 13, Gomi defendeu com sucesso seu título (contra Marcus Aurélio), tornando-se o único Peso Leve a fazer isso.
Ao longo de ambos seus reinados no Pride e Shooto, Gomi foi considerado o melhor lutador peso leve no mundo. Devido a sua dominação na divisão dos leves do Pride Fighting Championships, Gomi é considerado um dos melhores lutadores peso leve da história do esporte.

## Biografia
Gomi nasceu em Kanagawa, Japão em 1978. Ele começou a praticar boxe na Sagamihara Yonekura Gym em 1994 enquanto ele estudava na Kanagawa Prefectural Aikawa Higashi Junior High School. Gomi era muito atlético e era o arremessador do time de baseball da escola, mas abandonou a escola em 1996 quando ele não conseguiu passar de ano. Isso causou uma discussão entre Gomi e seu pai, que o deserdou como resultado do incidente. Gomi então foi aprender freestyle wrestling e catch wrestling na Kiguchi Dojo e competiu uma vários torneios de wrestling por todo o Japão, o auge de sua carreira no grappling foi ser quatro vezes campeão do All Japan Combat Wrestling, onde ele derrotou diversos grapplers nacionais de topo, entre eles seu futuro oponente Mitsuhiro Ishida.

## Carreira no MMA

### Shooto
Gomi entrou para o ginásio oficial do Shooto em 1997 quando ele começou a treinar e participar da competições amadoras do Shooto. Ele fez sua estreia no MMA profissional em 27 de Novembro de 1998 no Shooto Las Grandes Viajes 6 em Tóquio, onde ele derrotou Hiroshi Tsuruya por decisão. Gomi venceu suas primeiras 14 lutas no MMA, a maioria na organização do Shooto, mas também lutou no Vale Tudo Japan e na organização havaiana SuperBrawl.
Gomi se tornou Campeão Meio Médio Mundial do Shooto em 2001 após derrotar o ex-companheiro de equipe Rumina Sato por decisão unânime em 16 de Dezembro. Gomi então derrotou o conceituado grappler americano Chris Brennan em 16 de Setembro de 2002 por decisão unânime. Ele também defendeu o título do Shooto em 2002, derrotando Dokonjonosuke Mishima por nocaute técnico no segundo round.
A primeira derrota de Gomi foi também sua última luta no Shooto em seis anos. Aconteceu em 10 de Agosto de 2003 no Yokohama Cultural Gymnasium. Gomi perdeu seu título para o norueguês Joachim Hansen por decisão majoritária. Essa derrota foi considerada uma grande zebra porque na época Hansen tinha o recorde de 6–1–1 no MMA.

### Rumble on the Rock
Gomi então enfrentou o veterano do Ultimate Fighting Championship (UFC), ex-Campeão Meio Médio do UFC, e ex-Campeão Peso Leve do UFC B.J. Penn em 10 de Outubro de 2003 no Rumble on the Rock 4 em Honolulu, Hawaii. Sua primeira luta na regra unified, Gomi foi derrotado no terceiro round por finalização.

### Pride Fighting Championships
Após duas derrotas seguidas, Gomi encontrou uma nova casa na maior organização japonesa de MMA, o Pride Fighting Championships. Ele estreou na organização em 15 de fevereiro de 2004 no Pride Bushido 2, onde ele enfrentou Jadyson Costa da academia Chute Boxe do Brasil. Gomi derrotou Costa por nocaute técnico no primeiro round.
Gomi foi chamado de volta ao Pride para enfrentar o invicto Ralph Gracie no Pride Bushido 3. Gracie foi o primeiro técnico de B.J. Penn, uma das derrotas de Gomi. Ao contrário de sua luta com Penn, Gomi fez um trabalho rápido contra Gracie, ganhando por nocaute no primeiro round, a luta mais rápida da história da organização.
Gomi continuou no Bushido, lutando e derrotando Fabio Mello e Charles "Crazy Horse" Bennett no primeiro round no Pride Bushido 4 e Pride Bushido 5. Mello mais tarde disse, "Além de ser um bom wrestler e um ótimo striker, Gomi sabe como se defender no chão. Ele é um lutador completo, devido a sua experiência no MMA, cresce à medida que a luta se desenrola."
Gomi então apareceu no evento de Ano Novo do Pride, Pride Shockwave 2004, contra o ex-Campeão Peso Leve do UFC Jens Pulver. Gomi conseguiu um nocaute com um uppercut aos 6:21 no primeiro round.
Gomi começou 2005 com uma vitória sobra Luiz Azeredo no Pride Bushido 7. Azeredo dominou a luta desde o começo com joelhadas, socos, e chutes voadores, mas aos 3:46 do primeiro round, Gomi acertou Luiz com dois cruzados que levaram o lutador da Chute Boxe ao chão. Gomi foi então criticado por continuar a atacar, mesmo após Azeredo estar inconsciente, e foi contido pela tripulação e pessoal da Dream Stage Entertainment (DSE). A equipe da Chute Boxe invadiu o ring e entraram em uma briga com Kiguchi Dojo. Gomi depois disse que o golpe extracurriculares foram por causa da adrenalina e pediu desculpas por suas ações.
Querendo aproveitar a briga no Pride Bushido 7 e a vitória de Gomi sobre os membros da Chute Boxe Jadson Costa e Luiz Azeredo, Pride colocou Gomi contra o peso leve da Chute Boxe e campeão do Cage Rage Jean Silva no Pride Bushido 8. Gomi venceu por decisão unânime, garantindo uma chave de braço nos segundos finais da luta.
Em Agosto, o Pride anunciou que no mês de Setembro eles iriam realizar um Torneio de Leves de oito lutadores. O primeiro round Gomi enfrentou o também japonês e Campeão Meio Médio Mundial do Shooto Tatsuya Kawajiri. Essa luta foi anunciada como "a batalha dos garotos de vinte anos dos primeiros anos do século" no Japão devido a popularidade e a classe mundial de ambos lutadores. Muito críticos de MMA colocavam Gomi em primeiro e Kawajiri em segundo no ranking de pesos leves. Gomi finalizou Kawajiri no primeiro round com um mata leão. Gomi então lutou na mesma noite na semifinal contra Luiz Azeredo. Gomi venceu por decisão unânime, se tornando finalista do Grand Prix de Leves do Pride de 2005.
Gomi enfrentou o outro finalista, Hayato Sakurai, no Pride Shockwave 2005. Sakurai e Gomi foram companheiros de equipe no ginásio oficial do Shooto no fim dos anos 90. Sakurai derrotou Jens Pulver e Joachim Hansen para alcançar as finais. Após trocar alguns golpes em pé, Sakurai tentou colocar Gomi para baixo com um hip toss, mas no meio do caminho, Gomi acabou por cima na montada. O "The Fireball Kid" começou a soltar socos, e após tomar uma sequência de socos, Sakurai girou para escapar, dando as costas para Gomi. Finalmente, Sakurai escapou e ambos voltaram em pé, mas os socos fizeram efeito em Sakurai. Gomi soltou um soco de direita e então seguiu com uma combinação com um golpe de esquerda e um de direita. O último cruzado de direita acertou o queixo de Sakurai, nocauteando-o aos 3:56 do primeiro round. Gomi foi coroado o Campeão do Grand Prix de Leves do Pride de 2005. A vitória por nocaute ajudou Gomi a ganhar o prêmio de Lutador do Ano de 2005 do Sherdog, que ele dividiu com Mauricio "Shogun" Rua.
Gomi então fez sua estreia em 2006 no Pride Bushido 10. Antes do evento, DSE anunciou que Gomi seria coroado o Campeão Peso Leve do Pride porque ganhou o Grand Prix de Leves do Pride de 2005, embora a luta no Bushido 10 não fosse uma luta pelo título. Ele então enfrentou Marcus Aurélio da American Top Team nessa noite. Aurelio finalizou Gomi com um triângulo de braço no primeiro round. Essa foi uma grande zebre e teve muitas dúvidas sobre a habilidade de Gomi de lutar de costas no chão. Apesar de Aurélio vencer a luta, não foi uma luta pelo título, com Gomi permanecendo o Campeão Peso Leve do Pride. Gomi disse que tomou partida com muita facilidade e essa derrota foi melhor coisa para ele refocar e se tornar um lutador melhor.
Depois de alguns meses fora, enquanto construía a Rascal Gym, Gomi fez seu retornou ao ring do Pride no Pride Bushido 12 contra o francês David Baron. Baron parecia querer trocar com Gomi e conseguiu escapar de alguns socos. Eventualmente Gomi acertou-o e aplicou um knockdown no francês, misturando socos na cabeça e no corpo. Baron errou uma tentativa de queda, permitindo que o Campeão do Pride pegasse suas costas e aplicasse um slam em Baron. Baron rolou na tentativa de tirar o japonês de cima, mas Gomi se segurou, encaixando um mata leão. Baron defendeu o estrangulamento  enquanto pode, mas eventualmente Gomi completou o golpe, forçando Baron a desistir aos 7:10 do primeiro round. Baron havia vencido um torneio na Europa pelo direito de enfrentar Gomi.
Gomi fez a revanche contra Aurélio no Pride Bushido 13 em 5 de Novembro de 2006. Dessa vez o Cinturão Peso Leve do Pride estava em jogo. Ambos lutadores foram extremamente cautelosos, e muitas vezes o árbitro teve que pedir mais ação durante a luta. O jab de Aurélio foi efetivo e acertou o campeão diversas vezes. Gomi, muitas vezes trocava a base, respondendo com golpes e acertou diversos chutes nas pernas. Várias vezes o lutador da American Top Team tentou puxa-lo para a guarda. Ao invés de ir ao chão, Gomi apenas chutava as pernas de Aurélio até o árbitro interromper a luta e voltar a ação em pé.
Aurélio conseguiu uma queda no fim do primeiro round. Aurelio tentou outra queda no segundo, apenas para ver "The Fireball Kid" contra atacar com uma kimura. Gomi mostrou um pouco de seu passado catch wrestling, onde ele contra atacava as tentativas de quedas de Aurelio com um half-nelson. Ele não foi para o chão com Aurélio, em vez disso, ficou atacando Aurélio com chutes nas pernas. Gomi recusou ir pro chão com Aurélio apesar da provocação de seu oponente. Gomi derrubou Aurelio com um golpe no corpo no fim do último round, e a luta terminou com Gomi conectando um chute no corpo de Aurélio antes do fim da luta. A luta foi pra decisão dos juízes e Gomi manteve seu título, ganhando por decisão dividida.
Gomi ganhou um nocaute no primeiro round contra Mitsuhiro Ishida no Pride Shockwave 2006. Com menos de um minuto de luta Gomi contra atacou um chute na perna de Ishida com um direto de esquerda que derrubou Ishida. Gomi imediatamente foi pra cima tentando finalizar a luta, finalizando Ishida com uma série de hammer fists.
No Pride 33, Gomi sofreu uma derrota para o veterano do UFC, Nick Diaz por finalização com uma gogoplata. No começo do primeiro round, Gomi soltava socos em Diaz, e marcou um knockdown, onde ele foi incapaz de capitalizar por cima. Porém, Diaz voltou rápido e começou a bombardear Gomi, que estava visivelmente exausto, com jabs e golpes de direita depois da metade do primeiro round. No segundo round, Gomi já cansado tentou se recuperar, mas após um double leg na guarda de Diaz, de repente ele encaixou uma finalização gogoplata. O campeão peso leve desistiu aos 1:46 do segundo round. Porém, a Comissão Atlética do Estado de Nevada declarou a luta Sem Resultado após Diaz testar positivo para maconha.
No fim de seu mandato no Pride, Gomi tinha 13–1 com 1 NC no Pride.

### World Victory Road, volta ao Shooto e futuro
Após a Zuffa, companhia dona do UFC, comprar o Pride Fighting Championships da Dream Stage Entertainment, Gomi assinou com o World Victory Road, e lutou no evento inaugural, "Sengoku", onde ele derrotou Duane Ludwig por nocaute técnico.
Ele então luto no World Victory Road "Sengoku IV" em 24 de Agosto de 2008 contra Sung Hwan Pang. Gomi venceu a luta por decisão unânime. Gomi competiu em 1 de Novembro de 2008 onde ele perdeu por decisão dividida para o russo Sergey Golyaev no Sengoku VI. Essa foi a Zebra do Ano de 2008 de acordo com o Sherdog.com. Ele então enfrentou Satoru Kitaoka em 4 de Janeiro de 2009 pelo Título Peso Leve do Sengoku. Gomi foi derrotado aos 1:41 com um chave de aquiles.
Em 10 de Maio de 2009, ele retornou ao Shooto no Shooto: Tradition Final onde ele enfrentou o campeão do Shooto em uma luta não válida pelo título, Takashi Nakakura. Gomi venceu por nocaute no segundo round.
Sua próxima luta foi pelo Affliction Entertainment no Affliction: Trilogy, seu oponente foi Rafaello Oliveira, mas o evento foi cancelado.
Em Outubro de 2009, Gomi enfrentou e derrotou Tony Hervey no Vale Tudo Japan 2009. Gomi disse que a luta poderia ser sua última no Japão e ele iria pra os EUA.

### Ultimate Fighting Championship
Em 1 de Janeiro de 2010, foi anunciado que Gomi havia assinado com o UFC. Gomi enfrentou Kenny Florian em sua estreia no UFC no UFC Fight Night 21 e foi finalizado por Florian no terceiro round após ser dominado por jabs e golpes no corpo por dois rounds.
Gomi era esperado para enfrentar Joe Stevenson em 1 de Agosto de 2010 no UFC Live: Jones vs. Matyushenko. Porém, Stevenson sofreu uma lesão nos treinos e foi substituído por Tyson Griffin. Gomi derrotou Griffin por nocaute aos 1:04 do primeiro round. Gomi acertou Griffin com um cruzado de direita seguido de um cruzado de direita que mandou Griffin de cara do chão onde Gomi então seguio de socos das costas de Griffin antes do árbitro interromper a luta. Ele é a primeira pessoa a vencer Griffin por nocaute como todas as derrotas anteriores de Griffin havia sido por decisão. Gomi também foi premiado com o prêmio de Nocaute da Noite.
Gomi enfrentou Clay Guida no UFC 125. Após tomar partido no primeiro round, ele foi derrotado por Guida com uma guilhotina no segundo round.
Gomi enfrentou Nate Diaz em 24 de Setembro de 2011 no UFC 135 onde ele perdeu por finalização no primeiro round.
Gomi era esperado para enfrentar George Sotiropoulos em 26 de Fevereiro de 2012 no UFC 144 mas o australiano se retirou da luta após uma luta. Gomi permaneceu e enfrentou Eiji Mitsuoka e venceu por nocaute técnico no segundo round.
Gomi derrotou Mac Danzig por decisão dividida em 10 de Novembro de 2012 no UFC on Fuel TV: Franklin vs. Le. Gomi entrou na luta consideravelmente melhor fisicamente e exibiu um melhor jogo, incluindo derrubando Danzig algumas vezes.
Gomi enfrentou Diego Sanchez em 3 de Março de 2013 no UFC on Fuel TV: Silva vs. Stann. Gomi perdeu por decisão dividida para Sanchez. 12 de das mídias especializadas marcaram a luta em favor de Gomi.
Gomi fez seu retorno ao octógono contra Isaac Vallie-Flagg em 26 de abril de 2014 no UFC 172. Ele venceu a luta por decisão unânime após uma luta muito equilibrada.
O japonês então enfrentou a promessa invicta da divisão Myles Jury em 20 de setembro de 2014 no UFC Fight Night: Hunt vs. Nelson. Ele foi derrotado por nocaute técnico em 90 segundos de luta.
Gomi enfrentou Joe Lauzon em 25 de julho de 2015 no UFC on Fox: Dillashaw vs. Barão II e foi derrotado por nocaute técnico no primeiro round.
Na organização americana, fez 13 lutas, perdendo nove e vencendo apenas quatro, sendo demitido em novembro de 2017 após cinco derrotas seguidas.

## Campeonatos e realizações

### Artes marciais mistas
- Pride Fighting Championships
  - Campeão Peso Leve do Pride (Uma vez)
  - Vencedor do Grand Prix do Pride de 2005
  - Mais defesas de título do Título Peso leve do Pride na história do Pride FC
  - Mais defesas consecutivas do Cinturão dos Leves do Pride na história do Pride FC
  - Único Campeão Peso Leve Pride na história do Pride FC
  - Único Vencedor do Grand Prix do Pride na categoria dos Leves na história do Pride FC
  - Um dos quatro lutadores a vencer o Título do Pride e Grand Prix.
  - Maior sequência de vitória na história do Pride FC (Dez)
  - Nocaute mais rápido da história do Pride FC (0:06)
  - Luta do Ano (2005) vs. Tatsuya Kawajiri
- Ultimate Fighting Championship
  - Luta da Noite (Uma vez) vs. Mac Danzig
  - Nocaute da Noite (Uma vez) vs. Tyson Griffin
  - Um dos quatro Campeões do Pride a competir no UFC.
  - Um dos seis Vencedores do Grand Prix do Pride a competir no UFC.
- Professional Shooto Japan
  - Cinturão Peso Leve do Shooto (Uma vez)
  - Uma defesa de título com sucesso
  - Maior sequência de vitórias na história do Shooto (Doze)
- Prêmios do Sherdog
  - Lutador do Ano (2005)[21]
- MMAFighting
  - Lutador Peso Leve do Ano (2004)[22]
  - Lutador Peso Leve do Ano (2005)[22]
  - Finalista do Lutador Peso Leve do AnoLightweight Fighter of the Year Runner-up (2006)[22]
  - Nocaute do Ano (2005) vs. Luiz Azeredo em 22 de Maio de 2005[22]
- Fight Matrix
  - Lutador do Ano (2005)[23]

### Submission Wrestling
- All Japan Combat Wrestling
  - Campeão do All Japan Combat Wrestling (Quatro vezes)

## Cartel no MMA
| Cartel no MMA   |             |             |
| 52 lutas        | 36 vitórias | 15 derrotas |
| Por nocaute     | 14          | 4           |
| Por finalização | 6           | 8           |
| Por decisão     | 16          | 3           |
| No contest      | 1           | 1           |

| Res.    | Cartel    | Oponente              | Método                                   | Evento                                   | Data       | Round | Tempo | Local                     | Notas                                                                                             |
| ------- | --------- | --------------------- | ---------------------------------------- | ---------------------------------------- | ---------- | ----- | ----- | ------------------------- | ------------------------------------------------------------------------------------------------- |
| Vitória | 36-15 (1) | Melvin Guillard       | Nocaute (socos)                          | Rizin 11                                 | 29/07/2018 | 1     | 2:33  | Saitama                   |                                                                                                   |
| Derrota | 35–15 (1) | Yusuke Yachi          | Finalização (triângulo)                  | Rizin World Grand Prix 2017: Final Round | 31/12/2017 | 1     | 2:36  | Saitama                   |                                                                                                   |
| Derrota | 35-14 (1) | Dong Hyun Ma          | Nocaute Técnico (socos)                  | UFC Fight Night: Saint Preux vs. Okami   | 22/09/2017 | 1     | 1:30  | Saitama                   |                                                                                                   |
| Derrota | 35-13 (1) | Jon Tuck              | Finalização (mata-leão)                  | UFC Fight Night: Holm vs. Correia        | 17/06/2017 | 1     | 1:12  | Kallang                   |                                                                                                   |
| Derrota | 35-12 (1) | Jim Miller            | Nocaute Técnico (socos)                  | UFC 200: Tate vs. Nunes                  | 09/07/2016 | 1     | 2:18  | Las Vegas, Nevada         |                                                                                                   |
| Derrota | 35-11 (1) | Joe Lauzon            | Nocaute Técnico (socos)                  | UFC on Fox: Dillashaw vs. Barão II       | 25/07/2015 | 1     | 2:37  | Chicago, Illinois         |                                                                                                   |
| Derrota | 35-10 (1) | Myles Jury            | Nocaute Técnico (socos)                  | UFC Fight Night: Hunt vs. Nelson         | 20/09/2014 | 1     | 1:32  | Saitama                   |                                                                                                   |
| Vitória | 35-9 (1)  | Isaac Vallie-Flagg    | Decisão (unânime)                        | UFC 172: Jones vs. Teixeira              | 26/02/2014 | 3     | 5:00  | Baltimore, Maryland       | Luta da Noite.                                                                                    |
| Derrota | 34–9 (1)  | Diego Sanchez         | Decisão (dividida)                       | UFC on Fuel TV: Silva vs. Stann          | 03/03/2013 | 3     | 5:00  | Saitama                   |                                                                                                   |
| Vitória | 34–8 (1)  | Mac Danzig            | Decisão (dividida)                       | UFC on Fuel TV: Franklin vs. Le          | 10/11/2012 | 3     | 5:00  | Cotai                     | Luta da Noite.                                                                                    |
| Vitória | 33–8 (1)  | Eiji Mitsuoka         | Nocaute Técnico (socos)                  | UFC 144: Edgar vs. Henderson             | 26/02/2012 | 2     | 2:21  | Saitama                   |                                                                                                   |
| Derrota | 32–8 (1)  | Nate Diaz             | Finalização (chave de braço)             | UFC 135: Jones vs. Rampage               | 24/09/2011 | 1     | 4:27  | Denver, Colorado          |                                                                                                   |
| Derrota | 32–7 (1)  | Clay Guida            | Finalização (guilhotina)                 | UFC 125: Resolution                      | 01/01/2011 | 2     | 4:27  | Las Vegas, Nevada         |                                                                                                   |
| Vitória | 32–6 (1)  | Tyson Griffin         | Nocaute (soco)                           | UFC Live: Jones vs. Matyushenko          | 01/08/2010 | 1     | 1:04  | San Diego, California     | Nocaute da Noite.                                                                                 |
| Derrota | 31–6 (1)  | Kenny Florian         | Finalização (mata leão)                  | UFC Fight Night: Florian vs. Gomi        | 31/03/2010 | 3     | 2:52  | Charlotte, North Carolina |                                                                                                   |
| Vitória | 31–5 (1)  | Tony Hervey           | Decisão (unânime)                        | Vale Tudo Japan 2009                     | 30/10/2009 | 5     | 5:00  | Tóquio                    |                                                                                                   |
| Vitória | 30–5 (1)  | Takashi Nakakura      | Nocaute (socos)                          | Shooto: Tradition Final                  | 10/05/2009 | 2     | 4:42  | Tóquio                    | Luta não válida pelo título.                                                                      |
| Derrota | 29–5 (1)  | Satoru Kitaoka        | Finalização (chave de aquiles)           | Sengoku Rebellion 2009                   | 04/01/2009 | 1     | 1:41  | Saitama                   | Pelo Título Peso Leve do Sengoku.                                                                 |
| Derrota | 29–4 (1)  | Sergey Golyaev        | Decisão (dividida)                       | Sengoku 6                                | 01/11/2008 | 3     | 5:00  | Saitama                   | Zebra do Ano de 2008 do Sherdog                                                                   |
| Vitória | 29–3 (1)  | Tae Hyun Bang         | Decisão (unânime)                        | Sengoku 4                                | 24/08/2008 | 3     | 5:00  | Saitama                   |                                                                                                   |
| Vitória | 28–3 (1)  | Duane Ludwig          | Nocaute Técnico (inter. médica)          | Sengoku 1                                | 05/03/2008 | 1     | 2:28  | Tóquio                    |                                                                                                   |
| NC      | 27–3 (1)  | Nick Diaz             | Sem Resultado (mudado pela NSAC)         | Pride 33                                 | 24/02/2007 | 2     | 1:46  | Las Vegas, Nevada         | Originalmente derrota; mudado após Diaz testar positivo para maconha. Luta não válida pelo título |
| Vitória | 27–3      | Mitsuhiro Ishida      | Nocaute Técnico (golpes)                 | Pride Shockwave 2006                     | 31/12/2006 | 1     | 1:14  | Saitama                   | Luta não válida pelo título.                                                                      |
| Vitória | 26–3      | Marcus Aurélio        | Decisão (dividida)                       | Pride Bushido 13                         | 05/11/2006 | 2     | 5:00  | Yokohama                  | Defendeu o Cinturão Peso Leve do Pride.                                                           |
| Vitória | 25–3      | David Baron           | Finalização (mata leão)                  | Pride Bushido 12                         | 26/08/2006 | 1     | 7:10  | Nagoya                    | Luta não válida pelo título.                                                                      |
| Derrota | 24–3      | Marcus Aurélio        | Finalização Técnica (triângulo de braço) | Pride Bushido 10                         | 02/04/2006 | 1     | 4:34  | Tóquio                    | Luta não válida pelo título.                                                                      |
| Vitória | 24–2      | Hayato Sakurai        | Nocaute (socos)                          | Pride Shockwave 2005                     | 31/12/2005 | 1     | 3:56  | Saitama                   | Final do GP de Leves do Pride de 2005; Ganhou o Cinturão Peso Leve do Pride.                      |
| Vitória | 23–2      | Luiz Azeredo          | Decisão (unânime)                        | Pride Bushido 9                          | 25/09/2005 | 2     | 5:00  | Tóquio                    | Semifinal do GP de Leves do Pride de 2005.                                                        |
| Vitória | 22–2      | Tatsuya Kawajiri      | Finalização (mata leão)                  | Pride Bushido 9                          | 25/09/2005 | 1     | 7:42  | Tóquio                    | Quartas de Final do Pride de 2005. Luta do Ano de 2005                                            |
| Vitória | 21–2      | Jean Silva            | Decisão (unânime)                        | Pride Bushido 8                          | 17/07/2005 | 2     | 5:00  | Nagoya                    |                                                                                                   |
| Vitória | 20–2      | Luiz Azeredo          | Nocaute (socos)                          | Pride Bushido 7                          | 22/05/2005 | 1     | 3:46  | Tóquio                    |                                                                                                   |
| Vitória | 19–2      | Jens Pulver           | Nocaute (soco)                           | Pride Shockwave 2004                     | 31/12/2004 | 1     | 6:21  | Saitama                   |                                                                                                   |
| Vitória | 18–2      | Charles Bennett       | Finalização Técnica (kimura)             | Pride Bushido 5                          | 14/10/2004 | 1     | 5:52  | Osaka                     |                                                                                                   |
| Vitória | 17–2      | Fabio Mello           | Nocaute Técnico (socos)                  | Pride Bushido 4                          | 19/07/2004 | 1     | 8:07  | Nagoya                    |                                                                                                   |
| Vitória | 16–2      | Ralph Gracie          | Nocaute (joelhadas)                      | Pride Bushido 3                          | 23/05/2004 | 1     | 0:06  | Yokohama                  | Nocaute mais rápido da história do Pride.                                                         |
| Vitória | 15–2      | Jadyson Costa         | Nocaute Técnico (socos)                  | Pride Bushido 2                          | 15/02/2004 | 1     | 4:55  | Yokohama                  |                                                                                                   |
| Derrota | 14–2      | B.J. Penn             | Finalização (mata leão)                  | Rumble on the Rock 4                     | 10/10/2003 | 3     | 2:35  | Honolulu, Hawaii          |                                                                                                   |
| Derrota | 14–1      | Joachim Hansen        | Decisão (majoritária)                    | Shooto in Yokohama Gymnasium             | 10/08/2003 | 3     | 5:00  | Yokohama                  | Perdeu o Título Meio Médio Mundial do Shooto.                                                     |
| Vitória | 14–0      | Nick Ertl             | Finalização (chave de braço)             | Shooto: 2/23 in Korakuen Hall            | 23/02/2003 | 1     | 4:59  | Tóquio                    | Luta não válida pelo título.                                                                      |
| Vitória | 13–0      | Dokonjonosuke Mishima | Nocaute Técnico (socos)                  | Shooto: Year End Show 2002               | 14/12/2002 | 2     | 0:52  | Urayasu                   | Defendeu o Título Meio Médio Mundial do Shooto.                                                   |
| Vitória | 12–0      | Chris Brennan         | Decisão (unânime)                        | Shooto: Treasure Hunt 10                 | 16/09/2002 | 3     | 5:00  | Yokohama                  | Luta não válida pelo título.                                                                      |
| Vitória | 11–0      | Leonardo Santos       | Decisão (majoritária)                    | Shooto: Treasure Hunt 7                  | 29/06/2002 | 3     | 5:00  | Sakai                     | Luta não válida pelo título.                                                                      |
| Vitória | 10–0      | Rumina Sato           | Decisão (unânime)                        | Shooto: To The Top Final Act]]           | 16/12/2001 | 3     | 5:00  | Urayasu                   | Ganhou o Título Meio-Médio Mundial do Shooto.                                                     |
| Vitória | 9–0       | Ryan Bow              | Decisão (unânime)                        | Shooto: R.E.A.D. 12                      | 12/11/2000 | 3     | 5:00  | Tóquio                    |                                                                                                   |
| Vitória | 8–0       | Paul Rodriguez        | Decisão (unânime)                        | Shooto: R.E.A.D. 6]]                     | 16/07/2000 | 3     | 5:00  | Tóquio                    |                                                                                                   |
| Vitória | 7–0       | Huanderson Pavao      | Decisão (unânime)                        | Shooto: R.E.A.D. 3                       | 02/04/2000 | 3     | 5:00  | Kadoma                    |                                                                                                   |
| Vitória | 6–0       | Johnny Eduardo        | Finalização (mata leão)                  | Vale Tudo Japan 1999                     | 11/12/1999 | 3     | 1:43  | Urayasu                   |                                                                                                   |
| Vitória | 5–0       | Takuya Kawabara       | Decisão (unânime)                        | Shooto: Renaxis 4]]                      | 05/09/1999 | 3     | 5:00  | Tóquio                    |                                                                                                   |
| Vitória | 4–0       | Stephen Palling       | Finalização (mata leão)                  | SuperBrawl 12                            | 01/06/1999 | 1     | 3:06  | Honolulu, Hawaii          |                                                                                                   |
| Vitória | 3–0       | Takuya Kuwabara       | Decisão (unânime)                        | Shooto: Renaxis 1                        | 28/03/1999 | 3     | 5:00  | Tóquio                    |                                                                                                   |
| Vitória | 2–0       | Kazumichi Takada      | Nocaute Técnico (socos)                  | Shooto: Devilock Fighters                | 15/01/1999 | 2     | 3:42  | Tóquio                    |                                                                                                   |
| Vitória | 1–0       | Hiroshi Tsuruya       | Decisão (unânime)                        | Shooto: Las Grandes Viajes 6             | 27/11/1998 | 3     | 5:00  | Tóquio                    |                                                                                                   |